# Ненашев Михайло Федорович
Михайло Федорович Ненашев (рос. Михаил Фёдорович Ненашев; 10 листопада 1929, село Бородинівка Варненського району Челябінської області — 15 грудня 2019, місто Москва) — радянський, російський державний діяч, журналіст, публіцист, редактор, вчений-історик, педагог. Працював головою Державного комітету СРСР у справах видавництв, поліграфії і книжкової торгівлі; головою Держтелерадіо СРСР; головним редактором газети «Советская Россия». Депутат Верховної ради Російської РФСР 10—11-го скликань. Кандидат у члени ЦК КПРС у 1981—1989 роках. Член ЦК КПРС у 1989—1991 роках.
Заслужений працівник культури Російської Федерації, дійсний член Російської академії природничих наук, Російської академії політологічних наук і Академії російської словесності. Доктор історичних наук (1979), професор (1982), автор понад 30 книг.

## Біографія
Народився в селянській родині.
У 1947—1952 роках навчався на історико-філологічному факультеті Магнітогорського державного педагогічного інституту (нині — Магнітогорський державний університет).
Член КПРС з 1952 року.
У 1952—1955 роках навчався в аспірантурі Ленінградського планово-економічного інституту. У 1955 році захистив дисертацію на здобуття звання «кандидат історичних наук».
У 1956—1959 роках працював асистентом, старшим викладачем, у 1959—1961 роках — доцентом, секретарем партійного бюро, в 1961—1963 роках — завідувачем кафедри марксизму-ленінізму Магнітогорського гірничо-металургійного інституту (нині — технічний університет).
У 1963—1967 роках — 2-й секретар Магнітогорського міського комітету КПРС Челябінської області.
У 1967—1968 роках — завідувач відділу науки і навчальних закладів Челябінського обласного комітету КПРС.
У 1968—1975 роках — секретар Челябінського обласного комітету КПРС.
У 1975—1978 роках — заступник завідувача відділу пропаганди ЦК КПРС.
У березні 1978—1986 роках працював головним редактором газети «Советская Россия». Володимир Сунгоркін згадує: «Чотири роки пропрацював в «Советской России», тоді керованої Михайлом Ненашевим і колишній, безумовно, найкращій і сміливій газеті країни». У 1979 році захистив дисертацію на здобуття звання «доктор історичних наук».
24 лютого 1986 — 16 травня 1989 року — голова Державного комітету СРСР у справах видавництв, поліграфії і книжкової торгівлі. 16 травня 1989 — 14 листопада 1990 року — голова Державного комітету СРСР із телебаченню та радіомовленню (Держтелерадіо СРСР). 14 листопада 1990 — 1 квітня 1991 року — голова Державного комітету СРСР із друку.
13 липня — 28 серпня 1991 року — міністр друку та інформації СРСР. 28 серпня — 26 листопада 1991 року — в.о. міністра друку та інформації СРСР.
1993 року обраний дійсним членом Російської академії природничих наук. Випустив два томи мемуарів «Заручник часу» і «Останній уряд СРСР».
У 1994—2006 роках очолював державне видавництво «Російська книга».
1995 року обраний дійсним членом Російської академії політологічних наук.
1998 року отримав звання «Заслужений працівник культури Російської Федерації», обраний дійсним членом Академії російської словесності.
2006 року створив кафедру періодичної преси в Московському державному університеті друку. З 2006 року — завідувач кафедри періодичної преси в Московському державному університеті друку. Займався громадською, просвітницькою і благодійною діяльністю, був головою правління Благодійного фонду «Майбутнє Вітчизни» ім. В. П. Поляничко.
Помер 15 грудня 2019 року. Похований на Троєкуровському цвинтарі Москви.

## Суспільно-політична і творча діяльність
Книги
- 1978 — Виховання особистості (ефективність ідейно-виховної роботи). — Москва, «Прогрес», 211 с.
- 1978 — Практичні завдання в роботі пропагандиста (в співавторстві з М. Мехонцевим і Н. Михайловим). — Москва, «Политиздат», 47 с.
- 1980 — Ідейно-виховна робота ЦК КПРС (особливості, досвід, проблеми). — Москва, «Политиздат», 272 с.
- 1983 — XXVI з'їзд КПРС (у співавторстві з К. Яцкевич). — Москва, «Политиздат», 112 с.
- 1987 — Газета, читач, час. — Москва, «Думка», 158 с.
- 1987 — Книга прискорює осмислення перебудови. — Москва, Видавництво АПН, 30 с.
- 1989 — Питання читача — відповіді видавця (відступу і коментарі А. Александрова). — Москва, «Книга», 109 с.
- 1993 — Заручник часу (замітки, роздуми, свідоцтва). — Москва, «Прогрес Культура», 364 с.
- 1993 — Останній уряд СРСР (особистості, свідоцтва, діалоги). — Москва, АТ «Кром», 221 с.

## Звання
- доктор історичних наук (1979)
- професор (1982)
- Заслужений працівник культури Російської Федерації (1998)
- Дійсний член Російської академії природничих наук (1993)
- Дійсний член Російської академії політологічних наук (1995)
- Дійсний член Академії російської словесності (1998)

## Нагороди та премії
- два ордени Трудового Червоного Прапора (1964, 1967)
- два ордени «Знак Пошани» (1961, 1970)
- орден Дружби народів (6.11.1979)
- Премія Уряду Російської Федерації 2016 року в галузі засобів масової інформації (3 грудня 2016 року) — за персональний внесок в розвиток засобів масової інформації.